# Научно-исследовательский институт дезинфектологии Роспотребнадзора
Научно-исследовательский институт дезинфектологии — советское и российское научно-исследовательское учреждение, созданное в Москве в 1933 году. С 2022 года задачи и функции (вопросы дезинсекции, дератизации, стерилизации, дезинфектологии, токсикологии, химических исследований) возложены на Институт дезинфектологии ФБУН «Федерального научного центра гигиены имени Ф. Ф. Эрисмана» Роспотребнадзора.

## История
- В 1923 году организована Центральная дезинфекционная база Москвы, в 1925 году — Бюро профилактической дезинфекции Москвы. В 1927 году Центральная дезинфекционная база Москвы и Бюро профилактической дезинфекции Москвы объединены в Центральное дезинфекционное бюро.
- В 1933 году на базе Центрального дезинфекционного бюро организован Московский дезинфекционный институт Мосгорздравотдела (МДИ).
- В 1938 году МДИ переподчинён Наркомздраву СССР и переименован в Научно-исследовательский дезинфекционный институт.
- В 1940 году переименован в Центральный научно-исследовательский дезинфекционный институт[1] (ЦНИДИ) Наркомздрава СССР. В 1946 году переподчинён Минздраву СССР.
- В октября 1967 года переименован во Всесоюзный научно-исследовательский институт дезинфекции и стерилизации Минздрава СССР.
- В июне 1989 года переименован во Всесоюзный научно-исследовательский институт профилактической токсикологии и дезинфекции Минздрава СССР.
- В феврале 1992 года переименован в Научно-исследовательский институт профилактической токсикологии и дезинфекции и переподчинён Госкомсанэпиднадзору России.
- В мае 1996 года переименован в Научно-исследовательский институт дезинфектологии Госкомсанэпиднадзора России и переподчинён Минздраву России.
- В 2005 году переименован в ФГУН «Научно-исследовательский институт дезинфектологии» Роспотребнадзора.
- В июне 2011 года переименован в ФБУН «Научно-исследовательский институт дезинфектологии» Роспотребнадзора.
- С марта 2022 года задачи и функции ФБУН «Научно-исследовательский институт дезинфектологии» Роспотребнадзора (вопросы дезинсекции, дератизации, стерилизации, дезинфектологии, токсикологии, химических исследований) возложены на Институт дезинфектологии ФБУН «Федерального научного центра гигиены имени Ф. Ф. Эрисмана» Роспотребнадзора.

## Руководство и кадровый состав
- В довоенные годы и в период Великой Отечественной войны (по 1944) институтом руководили последовательно: И. И. Чижов, А. Д. Вишневский, Ф. С. Ханеня, А. А. Рыжов.
- 1944—1976 — эпидемиолог-дезинфектолог, доктор медицинских наук, профессор Василий Игнатьевич Вашков (1902—1976)[2][3]
- 1977—1988 — доктор медицинских наук, профессор П. П. Лярский.
- 1988—1991 — доктор медицинских наук Ю. И. Прокопенко.
- 1991 — май 2011 — академик РАМН и РАМТН, заслуженный деятель науки УССР, доктор медицинских наук, профессор М. Г. Шандала.
- Июнь 2011 — сентябрь 2020 — доктор медицинских наук, профессор Н. В. Шестопалов.
- Сентябрь 2020 — октябрь 2021 — Т. В. Гололобова.
- Октябрь 2021 — наст. время — В. М. Говорун.

В институте в разные периоды времени работали профессора Т. Е. Болдырев, В. П. Дремова, С. А. Шилова, доктора биологических наук О. Ю. Ерёмина, В. П. Ипатов, Э. Б. Кербабаев, В. М. Ковалёв, А. А. Одинец, М. Н. Сухова, доктор химических наук А. В. Старков, академик РАН М. Г. Шандала, член-корреспондент РАН В. Г. Акимкин, доктора наук О. Ю. Еремина, С. А. Рославцева, Н. Ф. Соколова, Л. С. Фёдорова, М. Н. Костина, И. А. Храпунова, Н. И. Шашина, Н. В. Шестопалов. Более 70 лет (в 1947—2018 годах) работала в институте уникальный специалист-дезинфектолог, Н. Ф. Соколова, прошедшая здесь путь от аспиранта до главного научного сотрудника, доктора медицинских наук, профессора, заслуженного деятеля науки Российской Федерации.

## Научно-исследовательские подразделения института
- Отдел дезинфекции и стерилизации (с лабораторией микробиологии)
- Отдел дезинсекции (с лабораторией энтомологии)
- Отдел дератизации (с лабораторией изучения грызунов)
- Отдел токсикологии (с лабораторией)
- Отдел химических исследований (с лабораторией аналитических методов)
- Отдел организационного обеспечения деятельности
- Отдел дезинфектологической экспертизы
- Виварий

## Научная деятельность
ФБУН НИИДезинфектологии Роспотребнадзора является головным научно-исследовательским и организационно-методическим центром Российской Федерации по проблемам использования дезинфектологических методов и средств, направляемых для успешной борьбы с инфекционными болезнями путём воздействия на факторы передачи возбудителей во внешней среде. НИИ дезинфектологии — единственное специализированное научное учреждение такого профиля.
Основные направления научной работы:
- научная разработка в Российской Федерации медицинских проблем дезинфекции, стерилизации, дезинсекции и дератизации на основе теоретических и экспериментальных исследований в области фундаментальной и прикладной дезинфектологии с использованием эпидемиологических, микробиологических, энтомологических, родентологических, токсиколого-гигиенических, химико-аналитических и иных методических подходов;
- изыскание новых высокоэффективных, гигиенически и экологически безопасных антимикробных, инсекти-, акари-, родентицидных и репеллентных агентов различной природы и создание на их основе новых дезинфицирующих, дезинсекционных и дератизационных средств;
- осуществление комплексных токсиколого-гигиенических исследований дезинфекционных средств в сочетании с другими потенциально неблагоприятными факторами окружающей среды, научные обоснования и разработка соответствующих гигиенических нормативов;
- разработка медицинских требований к дезинфекционному и стерилизационному оборудованию и аппаратуре и проведение их медико-биологических испытаний;
- научные обоснования характера, объёмов и методов проведения дезинфекционных мероприятий с использованием различных дезинфекционных средств и способов их применения.

В институте подготовлено более 50 нормативных и методических документов — санитарных правил, методических указаний и рекомендаций. Учёными института получено более 30 патентов на изобретения средств, приборов, оборудования для дезинфекции, дезинсекции, стерилизации и способов их применения. С 2017 года на базе Института дезинфектологии функционирует Научно-методический центр по неспецифической профилактике инфекционных болезней и мониторингу устойчивости биологических агентов к дезинфекционным средствам. Научными сотрудниками института осуществляется подготовка специалистов по программам послевузовского и дополнительного профессионального образования по специальностям «Дезинфектология», «Эпидемиология» и «Общественное здоровье и здравоохранение».
На базе института с 1994 работает первая в России кафедра дезинфектологии медико-профилактического факультета Первого Московского государственного медицинского университета им. И. М. Сеченова. Организовал кафедру академик РАН М. Г. Шандала.

## Научные труды
- От дезинфекционного дела к современной дезинфектологии (к 80-летию Научно-исследовательского института дезинфектологии). Под редакцией Н. В. Шестопалова. 2014.
- М. Г. Шандала. Актуальные вопросы общей дезинфектологии. Избранные лекции. 2009.
- Л. С. Фёдорова. Теория и практика совершенствования дезинфицирующих средств. (Монография). 2006.
- С. А. Рославцева. Резистентность к инсектоакарицидам членистоногих, имеющих эпидемиологическое и санитарно-гигиеническое значение. (Монография). 2006.
- В. Г. Акимкин. Санитарно-эпидемиологические требования к организации сбора, обезвреживания, временного хранения и удаления отходов в лечебно-профилактических учреждениях (Методическое пособие). 2004.
- Обработка рук и кожных покровов в целях профилактики внутрибольничных инфекций. (Пособие для медицинских работников под редакцией Н. Ф. Соколовой.). 2004.
- А. Л. Вассерман, М. Г. Шандала, В. Г. Юзбашев. Ультрафиолетовое излучение в профилактике инфекционных заболеваний. (Монография). 2003.